# Christian Lüttichau

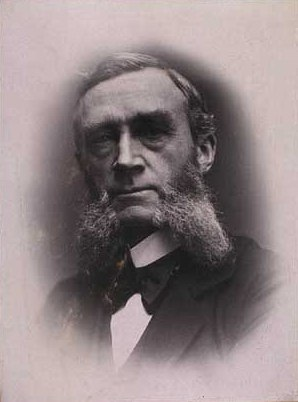
Christian Lüttichau.

Christian Ditlev Lüttichau, född den 20 april 1832, död den 24 augusti 1915, var en dansk godsägare och politiker, far till Helmuth Lüttichau.
Lüttichau blev 1849 student, men övergick snart till lantbruket och kom 1862 i besittning av fideikommisset Tjele nära Viborg. Han visade sig snart som en utmärkt lantbrukare, var 1866 en bland stiftarna av Hedeselskabet och fick många förtroendeuppdrag: han var 1869-74 medlem av Viborgs amtsråd, 1884-93 ordförande i de jylländska landboföreningarna och 1899-1908 i Hedeselskabet. 1887-98 var han folketingsman och augusti 1894-maj 1897 finansminister i Reedtz-Thotts ministär.